# Istvan Dvorak
Istvan Dvorak (* 6. Juni 1946 in Diósgyőr, Ungarn) ist ein ungarischer Ballettmeister, Balletttänzer, Pantomime, Tanzlehrer, Musicaldarsteller, Choreograf und künstlerischer Berater.

## Leben
Dvoraks Großvater war der Psychologe August Dvorak, sein Urgroßvater der tschechische Komponist Antonín Dvořák und auch sein Vater war Musiker. Ein Teil der Familie wanderte nach Amerika und ein weiterer Teil, darunter sein Vater, in den 1920er Jahren nach Ungarn aus.
Aufgrund seiner Freude an Bewegung und Desinteresse an der Musik entschied er sich als Kind für das Leistungsturnen. Er fühlte sich schon immer mit dem Boden verbunden und bezeichnet sich selbst als „geerdeter“ Mensch, weshalb schon früh deutlich wurde, dass er sich dieser Richtung widmen würde.
Erste aktive Berührungen mit der ungarisch-tschechischen Volkstanzkultur hatte Dvorak bereits im siebten Lebensjahr. Als  Elfjähriger nahm er an regionalen Wettbewerben in Ungarn teil und wurde unter anderem regionaler Turnmeister in Ungarn. Nach einer Verletzung während des Turnens musste er jedoch umstrukturieren und widmete sich fortan vollständig dem Ballettunterricht, welcher während des Turnunterrichts bereits ergänzend angeboten wurde.
Im Alter von 13 bis 14 Jahren stand Dvorak am Theater in Miskolc in Ungarn auf der Bühne. Sein Vater beobachtete die Entwicklung seines Sohnes über die Jahre hinweg und sah, wie viel Freude er am Tanzen hatte und welches Talent in ihm wohnte. Um ihn zu unterstützen, organisierte er Anfang der 1960er Jahre ein Vortanzen am damaligen staatlichen Ballettinstitut Budapest.

## Wirken
1962 wurde Dvorak am staatlichen Ballettinstitut in Budapest aufgenommen und machte einen Abschluss als Tanzpädagoge, Ballettmeister und Choreograf. Während seiner Ausbildung absolvierte er mehrere Praktika am Opernhaus und später auch am Operettentheater Budapest, wo er nach seinem Abschluss engagiert wurde. Parallel beschäftigte Dvorak sich mit darstellender Kunst und Pantomime. Er schrieb eigene Stücke und führte diese unter anderem im Budapester Metro-Club auf.
1969 begann Dvorak eine zweijährige Musicalausbildung im Operettentheater in Ungarn, wo er unter anderem Unterricht bei dem bekannten Theaterregisseur Vámos László erhielt. Nach Beendigung erhielt er eine Hauptrolle, die Rolle des Benvolio, in der ungarischen Aufführung von „West Side Story“. Es folgten Engagements für Musicals und Theaterstücke wie „La Mancha“, „Fiddle on the Roof“.
Anfang der 1970er Jahre bekam Dvorak ein Angebot für eine führende Position in der Branche, lehnte diese jedoch aufgrund politischer Differenzen ab, womit sich auch die Tür zu weiteren Tätigkeiten in Ungarn schloss. Daraufhin folgte ein Jahr Stillstand. 1972 dezidierte er, nachdem er in den vorangegangenen Jahren während eines Gastspiels in Venedig Informationen über die Möglichkeiten im Westen gesammelt hatte, nach Deutschland. Für die folgenden zwei Jahre nahm er ein Engagement in Augsburg als Solotänzer und Trainingsmeister an.
Von 1973 bis 1976 studierte Dvorak zudem Theaterwissenschaften an der Universität Düsseldorf und nahm währenddessen Kontakt zum Bayerischen Rundfunk auf, da er sich zu dieser Zeit intensiv mit fernöstlicher Tanzkunst und Riten Tänzern beschäftigte. 1973 begann er ebenfalls seine Pantomimenausbildung bei Marcel Marceau in Paris, den er bereits als Gastdozenten in Budapest kennengelernt hatte.
Es war eine Zeit der Neuorientierung: Dvorak war erstmals als künstlerischer Berater beim Stuttgarter Ballett tätig, wodurch er unter anderem Bekanntschaft mit John Neumeier machte und kontaktierte eine internationale Künstlervermittlung in Frankfurt bezüglich seiner zukünftigen Möglichkeiten.
1975 eröffnete Dvorak seine eigene Schule, die Ballettschule Dvorak, in Kiel. 1972 war er zu Gast bei der Olympiade in Kiel. Drei Jahre später folgte die Gründung des eigenen Pantomimentheaters „Schwarzlicht“, das 28 Jahre bestand. In Zusammenarbeit mit Kieler Firmen bildete er in den 1980er Jahren Mannequins und Dressman aus und konzipierte Modeshows auf tänzerische Art und Weise. Zudem betrieb er Tanzforschung auf der ganzen Welt, von den Osterinseln bis Kambodscha.
1982 besuchte er das American Ballett Center in New York und erhielt dort Stepptanz-Unterricht bei Jimmy Slyde. Über Slyde kam Dvorak in Kontakt mit dem Dance Theatre of Harlem in New York und lernte dort Jazz und Modern Dance. Er besuchte außerdem die Waganowa Ballettakademie in St. Petersburg.
Seit den Achtzigern folgten Tätigkeiten im Bereich der Tanzforschung, Choreografie und des Unterrichtens.
2015 lernte er den Schlagzeuger und Musikpädagogen Stefan Bihary kennen. Es entstand das ISTFAN² Theater.

## Aktuell
Dvorak lebt in Kiel und führt seine Tätigkeiten in der Ballettschule Dvorak weiterhin fort. Dort unterrichtet er Gymnastik für Erwachsene, Modern Tanz für Jugendliche, Stepptanz für Fortgeschrittene, Jazztanz für Erwachsene sowie Kinderballett ab 5 Jahren. Auf Anfrage sind auch Erwachsenenballett und -Pantomime möglich.
Seit 2015 ist eine Erweiterung der Ballettschule Dvorak um das ISTFAN² Theater in Arbeit, welches er zusammen mit Stefan Bihary gegründet hat. Das Theater bietet „eine Variation aus der Tanzwelt, des rhythmischen Lebens, über die instrumentale Fantasie, bis hin zur schauspielerischen Reflektion der alltäglichen Routine“.
Die Eröffnung des ISTFAN² Theaters in Kiel findet im Mai 2018 statt.
Bis heute ist Dvorak als freier Mitarbeiter und künstlerischer Berater für das Deutsche Fernsehen tätig.

## Trivia
1972 lernte Dvorak während eines Englandbesuchs den Musiker Elton John in einer Bar kennen, während dieser auf dem Piano spielte, und war von seiner musikalischen Zukunft überzeugt. Zu dieser Zeit war Elton Johns siebtes Studioalbum „Yellow Brick Road“ in Arbeit.
In den Siebzigern traf er außerdem während eines Aufenthalts in Port-au-Prince auf Haiti Al Kooper, den Mitgründer der Band Blood, Sweat and Tears, welcher ihm damals seinen Walkman von Sony lieh, um sein Demotape anzuhören.
1997 wurde Dvorak als VIP-Gast zu einem Michael-Jackson-Konzert eingeladen, wo er den Popstar persönlich kennen lernte. Der Kontakt entstand über seinen Pantomimenlehrer Marcel Marceau, welcher Michael Jackson den Moonwalk beibrachte.
„Tanzen ist Medizin für den Körper und Balsam für die Seele“ ist ein Satz von Anna Pawlowa (1925), der Dvorak bis heute über seinen gesamten Weg begleitet.

## Werke & Engagements (Auswahl)
- Opern- und Operettentheater Budapest als Solotänzer
- Kunst Centrum „Metro“ Budapest als Solo Pantomime
- Operettentheater München
- Theater Augsburg als Solotänzer und Choreograf
- Choreografie für Operette „Polenblut“ in Augsburg (1973)
- Choreografie für Rainer Werner Fassbinder’s Film „Querelle“ (1982) in Augsburg
- Choreografie und Tänzer im Musical „Show Boat“ (einziger Weißer) in Augsburg
- Choreografie für Tanzszenen in Operette „Orpheus‘ Unterwelt“ in Augsburg
- Choreografie für deutsche Operette „Vogelhändler“ in Augsburg
- 16 Choreografien für Sesamstraße
- Künstlerischer Berater beim Stuttgarter Ballett
- Zusammenarbeit mit Schriftsteller, Buchautor, Theaterregisseur und -begründer Csemer Geza für Drehbuchvorbereitungen, -recherche und als Co-Autor
- Zusammenarbeit mit Hoffi Geza als Choreograf für verschiedene Haltungen im „Mikroskop-Theater“
- Gastspiel beim Theater Trieste Italien
- Gastspiel beim Stadttheater Warschau und Krakau
- Gastdozent für historische Tänze bei “The Dance Theatre of Harlem” in New York auf Einladung von Mitbegründer Arthur Mitchell